# 3963 Paradzhanov
Paradzhanov (asteróide 3963) é um asteróide da cintura principal, a 1,9620451 UA. Possui uma excentricidade de 0,19591 e um período orbital de 1 392,21 dias (3,81 anos).
Paradzhanov tem uma velocidade orbital média de 19,06736092 km/s e uma inclinação de 3,27553º.
Este asteróide foi descoberto em 8 de Outubro de 1969 por Lyudmila Chernykh.